# Dwayne Rudd
Dwayne Rudd (Batesville, 3 febbraio 1976) è un ex giocatore di football americano statunitense che ha militato nel ruolo di linebacker nella National Football League.

## Biografia
Dopo avere giocato al college a football ad Alabama, Rudd fu scelto come 20º assoluto nel Draft NFL 1997 dai Minnesota Vikings. Nella sua prima stagione terminò con un primato in carriera di 5 sack, mentre nella seconda stabilì il record NFL per maggior numero di yard guadagnate su ritorno di fumble, 157. Inoltre condivide con diversi altri giocatori il primato per il maggior numero di fumble ritornati in touchdown in una stagione, due. In seguito giocò con i Cleveland Browns (2001-2002) e i Tampa Bay Buccaneers (2003).

## Palmarès
- Second-team All-Pro: 1

1998

## Statistiche
| Tackle     | 504  |
| Sack       | 11,5 |
| Intercetti | 1    |